# Millettia nudiflora
Millettia nudiflora är en ärtväxtart som beskrevs av John Gilbert Baker. Millettia nudiflora ingår i släktet Millettia och familjen ärtväxter. Inga underarter finns listade i Catalogue of Life.